# Холязников, Антон Владимирович
Антон Владимирович Холязников (род. 1986, Джанкой) — украинский гребец, мастер спорта по академической гребле.

## Биография
Родился 10 декабря 1986 года в Джанкое.
Окончил Национальный университет кораблестроения имени адмирала Макарова.
Тренировался у Виталия Раевского. Представляет спортивный клуб «Динамо», Николаевская область; тренеры — Потабенко Виктор, Пришутов Павел.
В 2004 году стал чемпионом мира в классе судов четвёрка с рулевым, который проходил в Баньолесе, Испания. На чемпионате Европы 2009 года (восьмёрки) занял второе место. На следующем чемпионате Европы Холязникову удалось завоевать бронзу. В следующем году на чемпионате мира 2011 года он был седьмым, а на Кубке мира в том же году занял пятое место. На чемпионате Европы 2011 года он повторил прошлогодний результат, третье место. Принимал участие в Олимпиаде-2012, мужская восьмерка. Среди восьми команд на турнире Украина заняла последнее место. 7 июля 2013 года на Универсиаде в Казани вместе с Виктором Гребенниковым завоевал серебро, двойка без рулевого. За успешное выступление на Олимпиаде был награждён Орденом Данилы Галицкого.